# Sierpik (botanika)

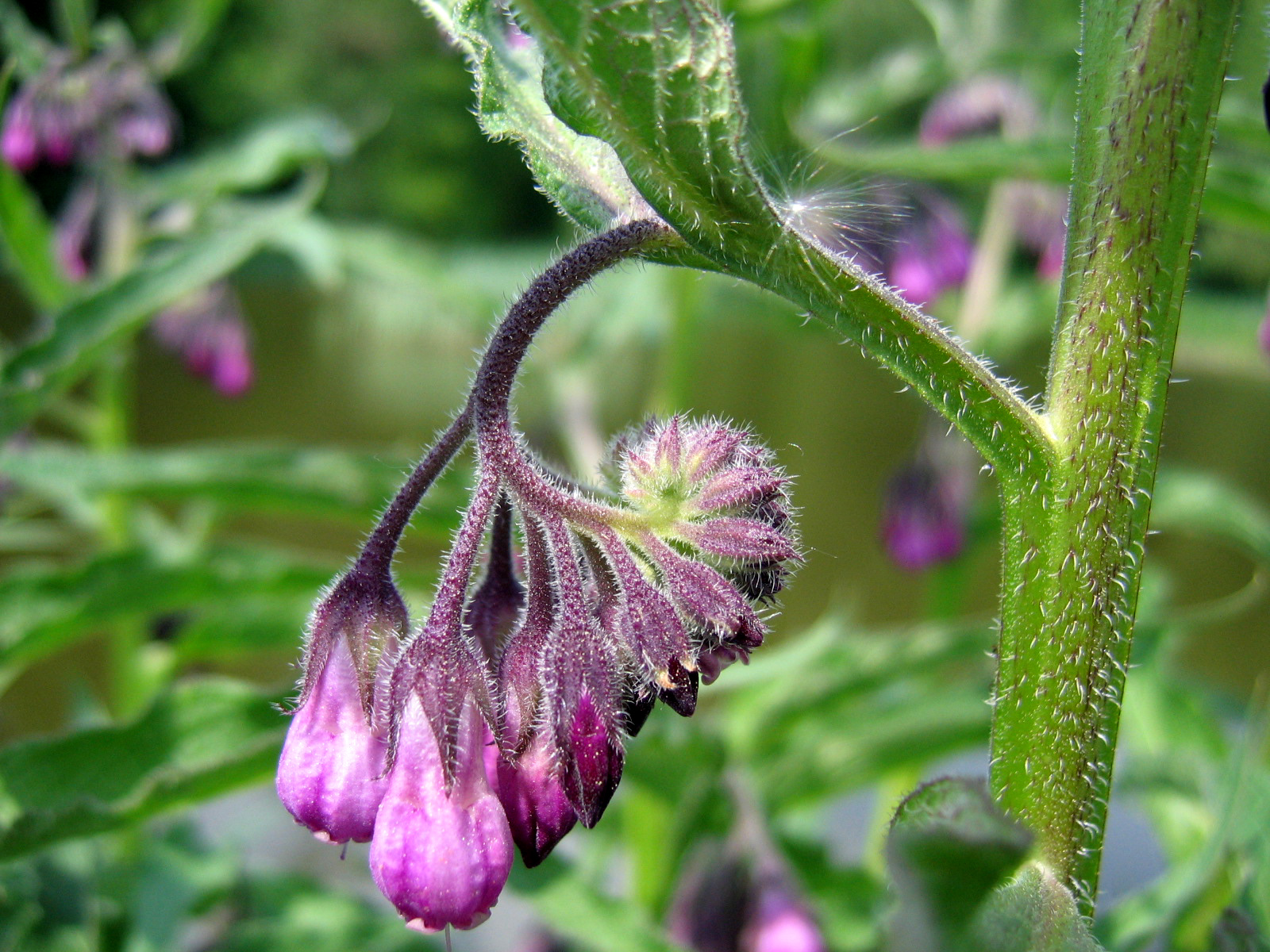
Sierpik żywokostu lekarskiego

Sierpik (łac., ang. drepanium) – rodzaj kwiatostanu, z grupy wierzchotek jednoramiennych. Wszystkie kwiaty wyrastają na szypułkach  po jednej tylko stronie głównego pędu.  Gdy patrzymy na kwiatostan z góry widać, że ułożone one są w jednej linii.
W sierpiku kwiat wyrasta na szczycie pędu kończąc jego wzrost. Gdy główny pęd zakończy wzrost, zaczynają się rozwijać pędy boczne, każdy z kwiatem na szczycie. Kwiaty w sierpiku kwitną poczynając od środka, na zewnątrz. Ten typ kwiatostanu występuje np. u żywokostu, niezapominajki. Bardzo podobny do siepika jest skrętek, który różni się tylko tym, że widziany z góry ma kwiaty ułożone nie w linii prostej, lecz zygzakowato.